# Den gode soldat Svejks eventyr
 For alternative betydninger, se Den gode soldat Svejk. (Se også artikler, som begynder med Den gode soldat Svejk)
Den gode Soldat Svejks eventyr (tjekkisk: Osudy dobrého vojáka Švejka za světové války, bogstaveligt Den gode soldat Švejks skæbne under verdenskrigen) er en ufuldendt antimilitaristisk satirisk roman af den tjekkiske forfatter Jaroslav Hašek (1883–1923). Den blev udgivet i fire bind fra 1921 til 1923, hvor det fjerde bind udkom posthumt efter forfatterens død i 1923. Romanen handler om en livsglad, enfoldig, midaldrende mand, der udgiver sig for at være begejstret for at tjene Østrig-Ungarn under Første Verdenskrig. 
Inspirationen til Hašeks roman var blandt andet hans egne oplevelser fra Første Verdenskrig, særligt hans erfaringer fra den østrig-ungarske hær. Romanen er forfatterens hovedværk og det mest oversatte værk i tjekkisk litteratur, der er oversat til mere end 50 sprog.